# Champ-Durand

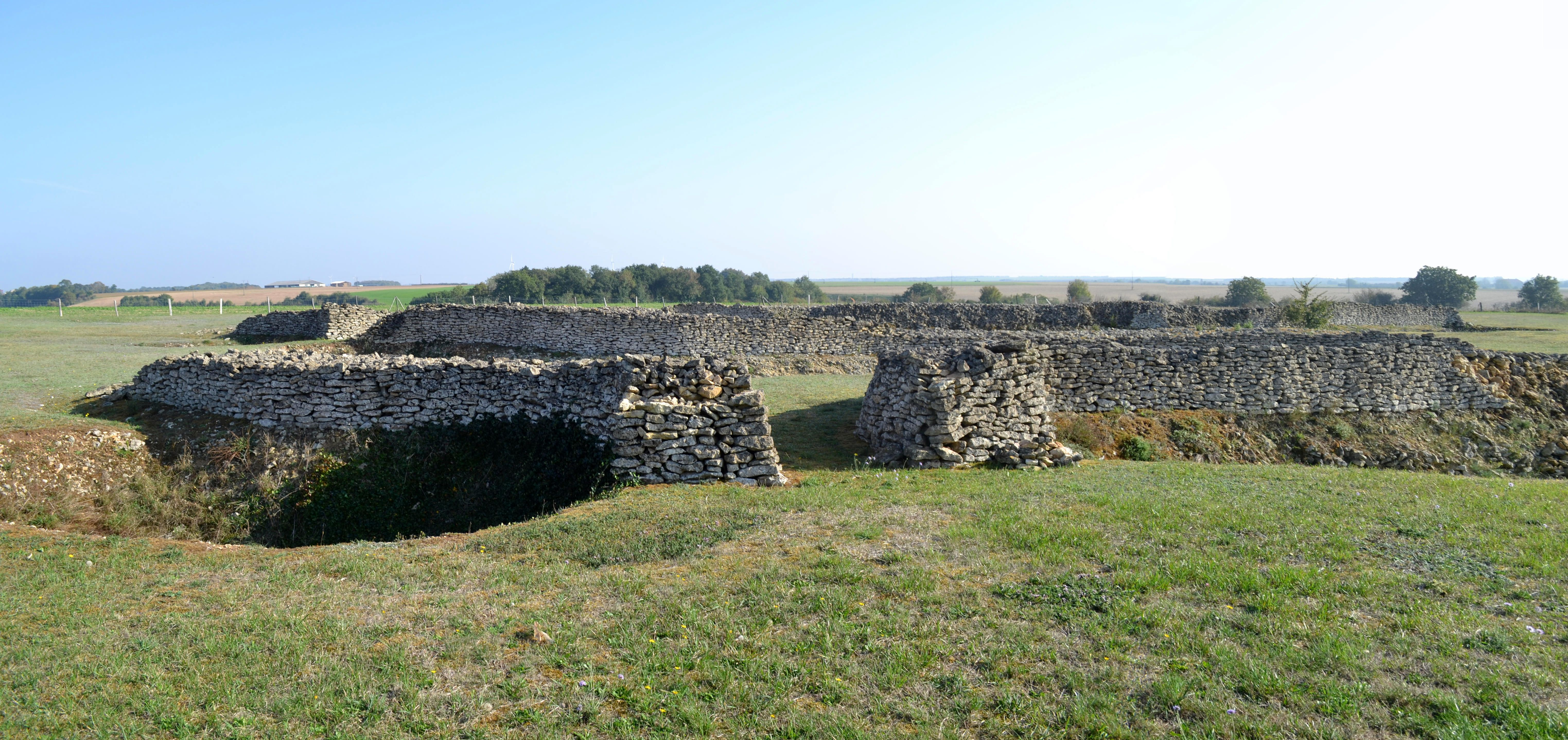
Champ-Durand

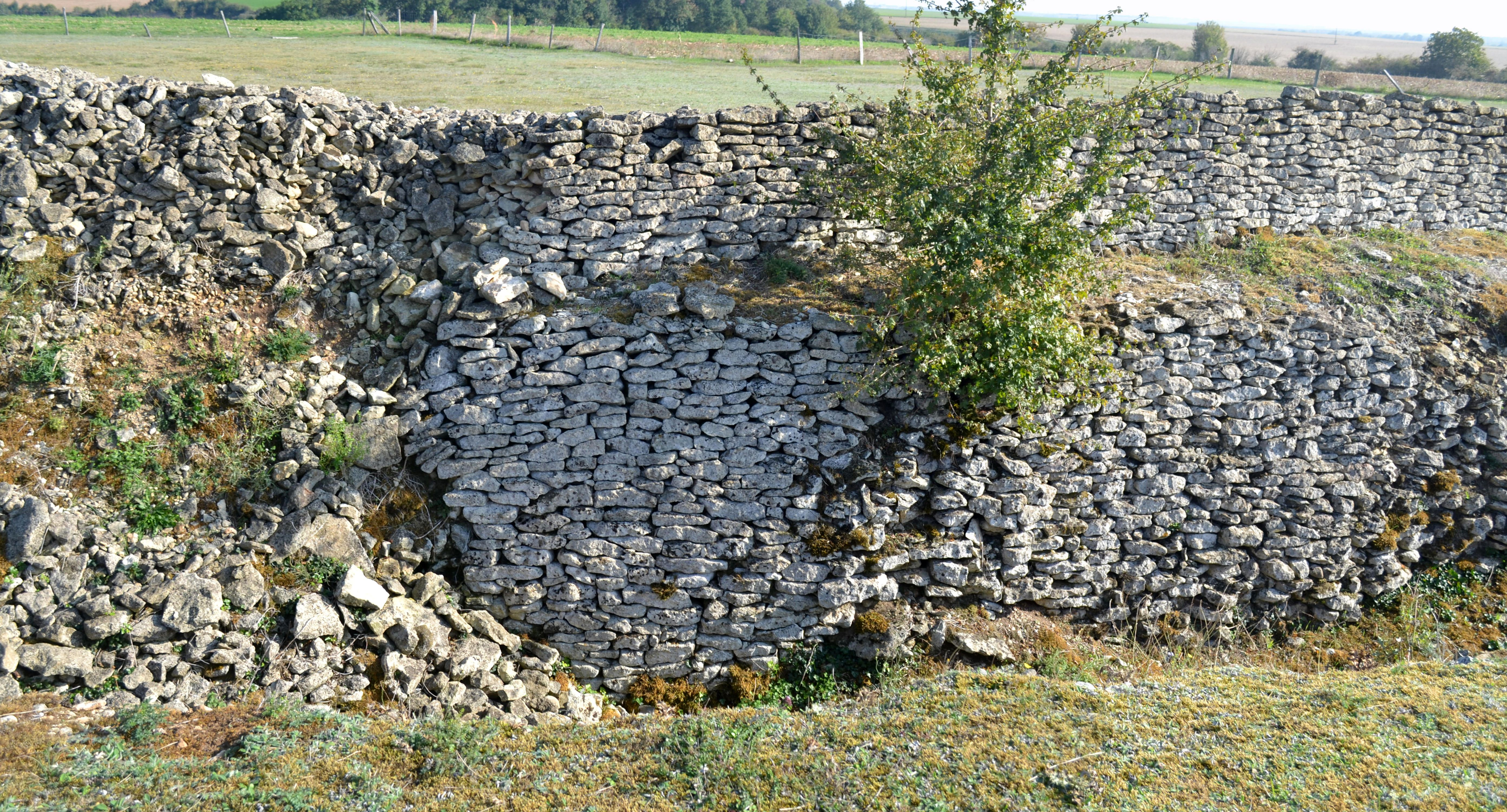
Champ-Durand

Die prähistorische Einhegung Champ-Durand ist ein unterbrochenes Grubenwerk (französisch enceinte à fossé interrompu) südöstlich von Nieul-sur-l’Autise im äußersten Südosten des Département Vendée in Frankreich. Die Einhegung (französisch enceinte) entstand in der Jungsteinzeit und wurde bis in die frühe Bronzezeit genutzt. Sie steht seit 1990 als Monument historique unter Denkmalschutz.

## Geschichte
Die Einhegung wurde 1971 von Maurice Marsac (1938–1991) auf Satellitenfotos entdeckt und zwischen 1975 und 1985 von Roger Joussaume ausgegraben.

## Beschreibung
Die dreifache Einhegung, die eine fast runde Fläche mit einem Durchmesser von etwa 250 m und etwas weniger als 2,0 ha Größe begrenzt, bildet drei Seiten des Siedlungsplatzes. Die vierte Seite im Süden wird durch das Trockental von Les Maléons abgegrenzt.
Die Einfriedung setzt sich aus drei Grabenwerken im Abstand von 15 bis 20 m zusammen. Jeder Graben besteht aus mehreren Vertiefungen, die durch ein Dutzend Unterbrechungen getrennt sind. Die Unterbrechungen wurden möglicherweise durch Mauern blockiert, andere waren Zugänge. Die Untersuchung von Satellitenfotos ermöglichte es 2010, eine dieser Unterbrechungen, franz. «pince de crabe» („Krabbenzange“) genannt, zu entdecken. Die 1,5 km langen Gräben wurden mit Hirschgeweihschaufeln gegraben, von denen sich mehrere im Graben Nr. 1 befanden. Die drei Gräben wurden möglicherweise nicht gleichzeitig ausgehoben.
Die Gräben nehmen nach außen an Breite und Tiefe ab. Der innere, 5,0 bis 7,0 m breite Graben wurde 2,3 m bis 2,6 m tief in den Kalksteinuntergrund eingegraben. Der mittlere Graben ist im Durchschnitt 4,0 m breit und etwa 2,0 m tief. Der äußere Graben ist 3,0 m breit und 1,8 m tief. Die derzeitige Form der Gräben entspricht nicht der ursprünglichen, da Veränderungen zu einer Auffüllung der Basis führten. Die Innenwand der Gräben wurde durch Mauern verstärkt, die aus Steinblöcken bestanden, die beim Ausheben der Gräben abgebaut wurden. Diese Mauern erstrecken sich oberhalb der Gräben bis in eine Höhe von 2,50 m bis 3,0 m.
Im Laufe der Zeit wurden mehrere Umbauten an der Einfriedung vorgenommen, die verschiedenen funktionalen Zwecken dienten. In der frühen Bronzezeit wurden im nördlichen Teil Palisaden errichtet.

Champ-Durand
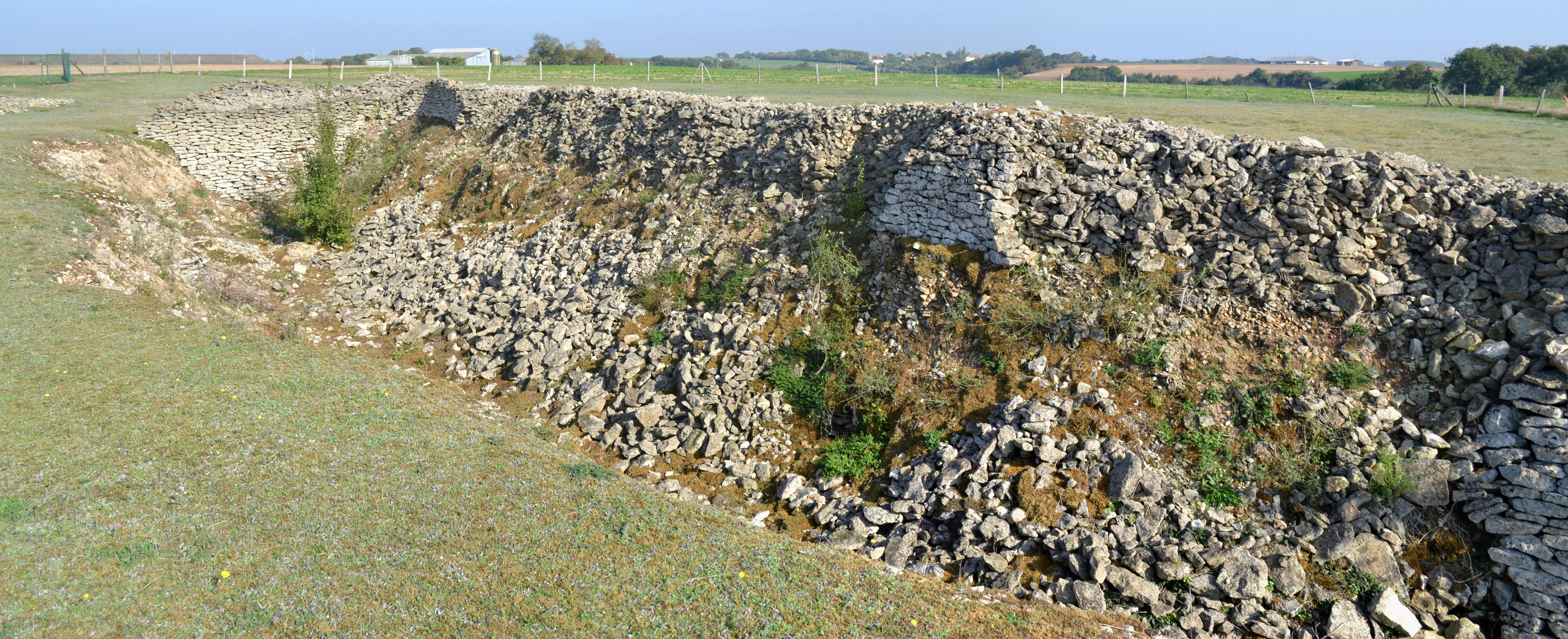
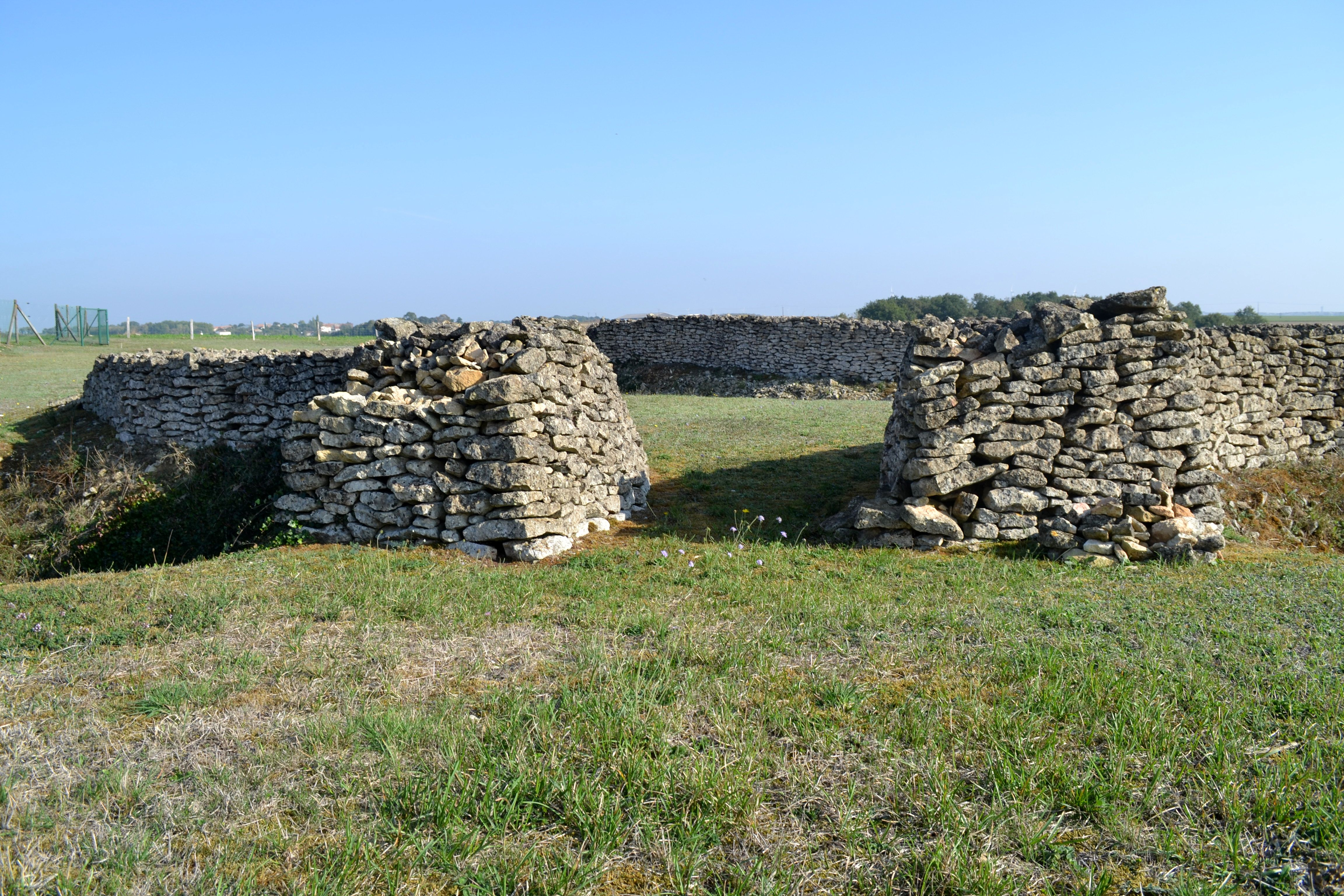
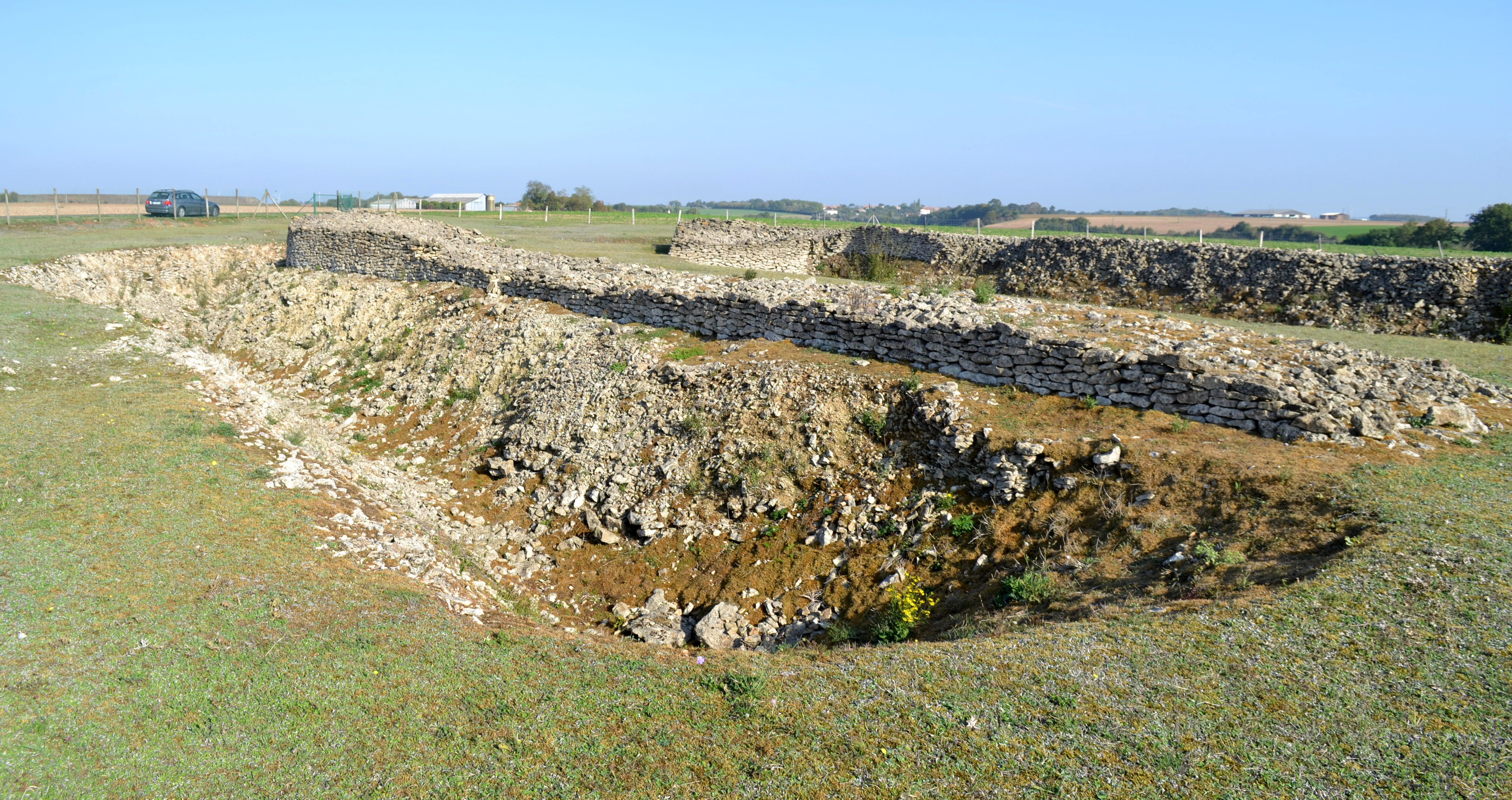
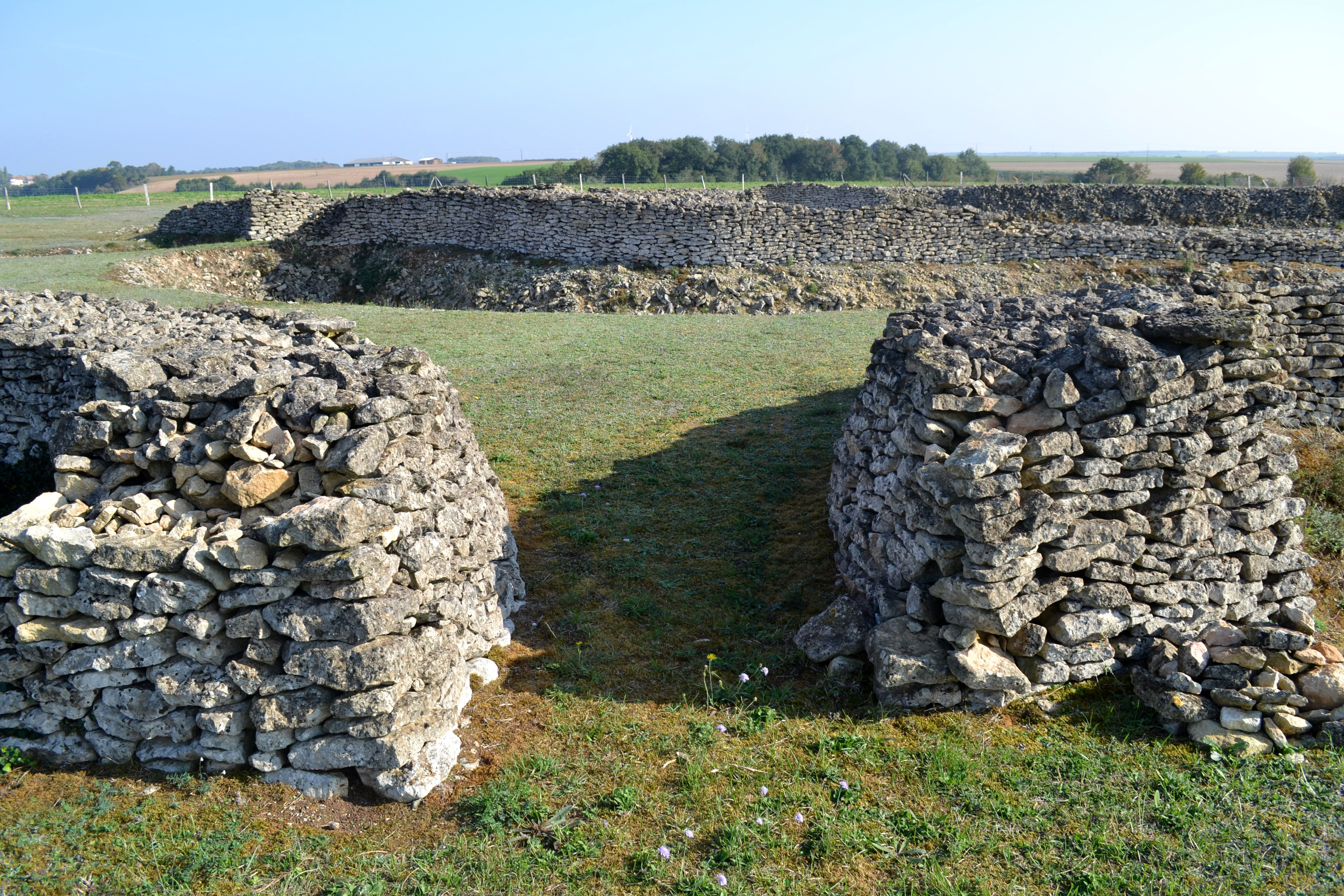

## Funde
Abgesehen von einigen verstreuten Knochen wurden menschliche Knochen mit tödlichen Schädelverletzungen in fünf Bereichen am Boden des zweiten Grabens angetroffen. Diese geringe Zahl von Bestattungen und das erlittene Trauma könnten besondere Bedeutung haben – vergleichbar mit den Entdeckungen, die im nahen Châtelliers-de-Vieil-Auzay gemacht wurden. Zu den Funden in den Gräben gehören auch geschliffene Äxte, von denen einige aus dem Doleritsteinbruch von Plussulien stammten, durchbohrte Pfeilspitzen (mit Flossen und Stiel) und Feuersteindolche, kegelstumpfförmige Vasen, für die Glockenbecherkultur typische Keramiken, darunter eine kleine verzierte Vase vom Typ Gobelet und viele Mahlsteine. Ferner erschienen Knochen- und Geweihwerkzeuge sowie Webgewichte aus Ton. Die für Champ-Durand charakteristische Keramik taucht auch in verschiedenen Megalithanlagen im Süden der Vendée (Tumulus du Pey von Fontaine) und im nördlichen Maine-et-Loire auf.

## Kulturträger
Die Nutzung der Anlage wird der Peu-Richard-Kultur (3400 bis 2900 v. Chr.) zugeschrieben. Die Träger der Kultur nutzten befestigte Lager von mehr als 150 m Durchmesser, die von tiefen Gräben umgeben waren, wie sie auch in Barzan, Semussac, L’Éguille und Cozes (alle im angrenzenden Département Charente-Maritime) zu finden sind. Die Anlage Champ-Durand wurde auch im späten Neolithikum erneut kurz benutzt, aber damals waren die Mauern bereits eingestürzt. In der frühen Bronzezeit waren die Gräben vollständig verfüllt.